# Knallkvicksilver
Knallkvicksilver (Kvicksilverfulminat) är ett relativt sprängkraftigt och stötkänsligt ämne.
Den kemiska formeln är: Hg(ONC)2.
Ämnet kan explodera om det utsätts för stötar, statisk elektricitet eller värme. Det bör dessutom inte komma i kontakt med koppar, mässing eller aluminium då det är extremt reagent med dessa.
Till färg och form antar det ett gråbrunt till vitt kristallint pulver.
Att knallkvicksilvret är både reaktivt och sprängkraftigt gör att det lämpar sig ypperligt till att agera tändhatt. Den vanligaste formen av tändhatt baserad på knallkvicksilver kallas knallhatt. Eftersom kvicksilver är ett miljögift har man dock gått över till blyazid och knallsyra.
Det upptäcktes av Edward Howard, som belönades med Copleymedaljen år 1800 för sina experiment med kvicksilver.